# Adorazione dei pastori (Lorenzo di Credi)
L'Adorazione dei pastori è un dipinto a olio su tavola (224x196 cm) di Lorenzo di Credi, databile al 1510 circa e conservato nella Galleria degli Uffizi a Firenze.

## Storia
L'opera, destinata alle monache di santa Chiara, è ricordata da Mariotto Albertinelli, dal Vasari ed è citata nelle principali guide della città fin dal XVII secolo.
Dell'opera esistono vari studi preparatori: all'Albertina di Vienna (SR. 105), al Cabinet des Dessins di Parigi (n. 1780 per la figura di san Giuseppe) e al Gabinetto dei disegni e delle stampe degli Uffizi (n. 7890R per l'agnello in braccio al pastore).

## Descrizione e stile
Sotto una capanna in rovina, tradizionale simbolo delle religioni pagana ed ebraica in declino, si svolge l'adorazione attorno a Gesù Bambino, fulcro della composizione, poggiato in basso al centro su un velo steso su un po' di paglia, il quale ricorda nelle fattezze l'esempio di Andrea del Verrocchio. Da sinistra, a semicerchio, si vedono un pastore con un agnello, simbolo del sacrificio di Cristo, che guarda vacuo verso sinistra ispirandosi a Perugino, due pastori in preghiera che riecheggiano il Trittico Portinari, filtrati magari dall'esempio del Ghirlandaio, un angelo in ginocchio vestito di rosso, la Madonna, due angeli in piedi e un altro angelo inginocchiato e rosso vestito, e san Giuseppe in piedi, pure di ascendenza peruginesca. La Vergine e gli angeli ricordano invece le fisionomie di Leonardo da Vinci, in opere come la Vergine delle Rocce.
La critica recente si è espressa negativamente sul dipinto, rilevandone sì la sapienza tecnica, ma anche un'evidenza freddezza espressiva.